# Язевка (приток Алея)
Язевка — река в Алтайском крае России. Устье реки находится в 230 км по левому берегу реки Алей. Длина реки составляет 53 км, водосборная площадь — 639 км².

## Притоки
- 6 км: Сухнев Лог (лв)
- 27 км: Солоновка (пр)
- 30 км: Крутиха (лв)

## Данные водного реестра
По данным государственного водного реестра России:
- Бассейновый округ — Верхнеобский
- Речной бассейн — (Верхняя) Обь до впадения Иртыша
- Речной подбассейн — Обь до впадения Чулыма (без Томи)
- Водохозяйственный участок — Алей от Гилёвского гидроузла до устья.
- Код водного объекта в государственном водном реестре — 13010200212115200000706[2].